# Beni Abd-al-Lah
Beni Abd-al-Lah (en árabe: بني عبد الله‎, en lenguas bereberes: ⴱⵏⵉ ⵄⴰⴱⴷⵍⴰⵀ, en francés: Bni Abdellah) es un municipio marroquí en la región de Tánger-Tetuán-Alhucemas. Desde 1912 hasta 1956 perteneció a la zona norte del Protectorado español de Marruecos.